# Kobie Coetsee
 Kobie Coetsee (nacido como Hendrik Jacobus Coetsee, el 19 de abril de 1931 en Ladybrand, Sudáfrica), fue un abogado y político, miembro del Partido Nacional de Sudáfrica. Formó parte de las negociaciones para transición democrática de su país.

## Reseña biográfica

### Nacimiento e infancia
Kobie Coetsee nació el 19 de abril de 1931 en Ladybrand, Sudáfica. Hijo único de su padre, Johannes y su madre Josephine, nee van Zyl, ambos miembros del Partido Nacional. Estudió en una escuela local de Ladybrand hasta acabar su educación básica en 1948.

### Comienzos
Al término de la educación básica, se incorporó a la Universidad de Orange Free State, en la cual obtuvo su título de Licenciado en Derecho en 1954. Desde joven tuvo contacto con la política, gracias a la relación que tuvo con su abuelo, quien también fue miembro del Partido Nacional, llegando a dirigirlo en su localidad. En 1968, Coetsee ganó un puesto en el parlamento representando al distrito de  Bloemfontein Oeste. P. W. Botha lo designó como Viceministro para la Defensa y la Inteligencia nacional y en 1980 fue designado como ministro de Justicia, en este cargo, se le atribuyó la responsabilidad de administrar las prisiones del país. 
Después de las primeras elecciones democráticas en Sudáfrica en 1994, fue elegido presidente del Senado, a pesar de que el Congreso Nacional Africano tuvo una notable mayoría en el parlamento, mantuvo su posición hasta 1997.

### Ministro de Justicia
En este cargo, cambió el sistema legal mediante la introducción de la corte de reclamos y fue uno de los pioneros de la Ley de propiedad matrimonial en 1984. Este acto tuvo un efecto importante sobre la situación de las mujeres casadas y se introdujo el sistema de acumulación de intercambio de bienes entre los cónyuges. Coetsee también contribuyó al proceso en el que se hizo el servicio a la comunidad una opción alternativa a ser encarcelado y se deshizo de los tribunales raciales específicos. También dirigió la Ley de Inmunidad a través del parlamento , asegurando que los que tomaron parte en las negociaciones políticas después del levantamiento de la proscripción del Congreso Nacional Africano (ANC) recibirían inmunidad temporal[2]

## Vida personal
Kobie Coetsee se casó en 1956 con Helena Elizabeth Malan y tuvo dos hijos y tres hijas. Murió el 29 de julio de 2000 a causa de un ataque al corazón.